# Siméon-Étienne de Popian
Siméon-Étienne de Popian (né vers 1550, mort le 29 mars 1627) est un ecclésiastique qui fut évêque de Cahors de 1601 à 1627.

## Biographie
Siméon-Étienne de Popian est un prélat d'origine modeste, promu par Henri IV de France. Il est né vers 1550 mais on ignore l'identité de ses parents. On ne sait rien de son éducation sauf qu'il est docteur in utroque jure. Il effectue la totalité de son ministère ecclésiastique comme membre du chapitre puis administrateur épiscopal du diocèse de Béziers. Chanoine à Béziers depuis la décennie 1570, il succède à son oncle probable François de Taraux de Tuffer comme « grand chantre » en 1590. Il est pendant 23 ans l'official de l'évêque Thomas de Bonsi dont le patronage est sans doute décisif pour son évolution. Il est aussi nommé prieur de saint-Vincent de Béziers avant d'être élevé à l'épiscopat.
Les circonstances de sa nomination comme évêque de Cahors ne sont pas connues avec certitude, mais il semble qu'il ait bénéficié de l'appui du maréchal de France Pons de Lauzières-Thémines, un parent de son prédécesseur, qui dans ses dernières années avait apprécié sa présence à ses côtés. Ces divers patronages et des ambitions locales justifient sa désignation par le Roi en 1601. Il est consacré en décembre de la même année par l'évêque de Béziers. Son épiscopat est marqué par l'installation à Cahors des Jésuites en 1606 et des Capucins en 1607. En mai 1622, il prend son futur successeur Pierre Habert de Montmor comme coadjuteur et il meurt d'apoplexie le 29 mars 1627.